# 2009年のイギリス
2009年のイギリスでは、2009年のイギリスに関する出来事について記述する。

## できごと

### 1月
- 1月8日 - イングランド銀行(英中銀)が政策金利を英中銀設立(1694年)以来の最低水準の1.5%にすると発表[1]。
- 1月11日 - ヘンリー王子が、陸軍士官候補生時代の2006年3月頃、同僚の士官候補生をパキスタン人への蔑称「パキ」と呼ぶなどした問題が発覚。ニュース・オブ・ザ・ワールドは、同王子が基地内で撮影した映像を入手し、その中にパキスタン系の同僚を「俺たちの可愛いパキの友達」と紹介する場面があったと報じた。同王子は謝罪し、軍の人種差別問題に関する研修を受けることとなった [2][3]。
- 1月15日 - ミリバンド外相、インド・ムンバイのタージマハル・ホテルで演説し、「テロとの戦い （対テロ戦争）」は誤りだったと発言。この概念は、実際にはバラバラなテロリストが統一されたものであるという誤解を与えており、穏健か過激か、善か悪かという二元論的な構図を描けば描くほど、アルカーイダが多様なテロリストを統合するのに利用されると語った。イギリスが、同盟国アメリカの政策を公然と批判するのは極めて異例 [4][5][6]。
- 1月31日 - 中国の温家宝首相、ロンドン訪問。イギリスは、温家宝首相の欧州5カ国歴訪の最後の訪問国 [7]。

### 2月
- 2月2日 - 中国の温家宝首相に対する靴投げ事件。ケンブリッジ大学で講演中、突如靴が投げつけられたが、命中せず、特に怪我はなかった。2008年12月14日に発生したブッシュ米大統領に対する靴投げ事件と比較する見方も報じられた [8][9]。
- 2月5日 - イングランド銀行(英中銀)が政策金利を過去最低水準の1%にすると発表[10]。

### 3月
- 3月5日 - イギリスの中央銀行は政策金利を0.5%(過去最低水準)に引き下げた[11]。量的緩和750億ポンドも表明。
- 3月26日 - ブラウン首相、ブラジルの首都ブラジリアを訪問。翌月の第2回20か国・地域首脳会合（G20首脳会合）に先立ち、ルーラ大統領と会談。ルーラ大統領は、世界的な経済危機を引き起こした責任は「青い眼の白人」にあるとし、自分たちに責任のない危機に対して、貧しい人々は支払いを強いられるべきではないと述べた [12][13]。

### 4月
- 4月1日-2日 - 第2回20か国・地域首脳会合（G20首脳会合、金融サミット）、ロンドンで開催。議長は、ブラウン首相。2010年末までの総額5兆ドルの財政刺激策により、世界の成長率を4%押し上げ、大規模な雇用を創出するとする共同声明を採択[14][15][16]。また、G20の首脳会合に合わせて、金融街シティで大規模な抗議デモが実施され、警察と衝突した結果、逮捕者63人、死者1人を出した [17][18]。

### 5月
- 5月8日 - デイリー・テレグラフ、英下院議員による議員経費不正請求の暴露開始。次々と発覚した議員経費の不正請求や乱用は広く与野党に及び、英政界に激震が走った[19][20][21][22][23]。1月余り経過した6月19日までに、閣僚、下院議長、議員ら多数が辞職や引退表明し、自らの非を認めたブラウン首相ら182人が総額47万8,616ポンド（約7,600万円）を返還する事態となった（英議会議員経費スキャンダル） [24][25]。
- 5月15日 - マリク法務政務次官、辞任。ロンドンでの住居用として3年間で計約6万7,000ポンドを議員経費として請求していたが、地元選挙区にある自宅は月400ポンド程度で賃借していたことに非難が集まっていた [26]。
- 5月18日 - S&Pはイギリスの格付け見通しを「安定的」から「ネガティブ」に修正[27]。長期格付けは「AAA」、短期格付けは「A-1+」の最上位のまま。
- 5月19日 - 英下院のマイケル・マーティン議長、6月21日付での辞任を表明。議員経費不正請求問題に対する消極的姿勢や、親族による不正請求発覚に批判が高まっていた。任期中の下院議長の辞任は、1695年に辞任したジョン・トレヴァー以来314年ぶり [28][29]。
- 5月21日 - 野党保守党のピーター・ヴィガース議員、次回選挙に出馬しない意向を表明。自宅のアヒル小屋の設置費用を議員経費として不正に計上していた責任が問われていた [21]。

### 6月
- 6月2日 - スミス内相、辞意表明。スミス内相は、夫のアダルト映画代などを議員経費として請求していたとして、問題となっていた [30][31]。
- 6月3日 - ブリアーズ地域・地方政府担当相、辞意表明。住宅の売却益に対する課税逃れが問題となっていた。ブレア派である彼女はブラウン首相への批判を強めており、党首選実施を求める電子メールが出回るなど労働党内で「ブラウン降ろし」の動きが公然化した [31][32][33]。
- 6月4日
  - 英地方選挙及び欧州議会議員選挙投票、同日で実施 [31]。
  - パーネル雇用・年金相、辞意表明。現労働党指導部では次の選挙では勝てないとして、ブラウン首相の退陣も求めた。パーネル雇用・年金相は、ブレア派に属する [34][35]。
- 6月5日
  - ノルマンディー上陸作戦65周年記念式典、フランス・ノルマンディーのコルヴィル＝シュル＝メールにある米軍基地で挙行。ブラウン首相のほか、オバマ米大統領、サルコジ仏大統領、ハーパー加首相らが参列した[36]。式典に先立ち、エリザベス女王が招待されていないことが判明し、これをイギリスのメディアが「侮辱」と受け止めて、騒ぎとなる一幕があった [37]。
  - ハットン国防相、フーン運輸相、マーフィ（英語版）ウェールズ相、フリント（英語版）欧州担当閣外相辞任 [38][39]。
  - ブラウン首相、内閣改造実施。ブラウン第3次改造内閣成立。ブラウン首相は、記者会見で、改造には英議会議員経費スキャンダルの影響があったと述べ、選挙の厳しい見通しを認めたが、退陣については否定した [38][39]。
  - 英地方選挙（英語版）開票。与党労働党、記録的大敗。273議席を失い、保守党、自由民主党に次ぐ第3位の政党に転落した [40]。
- 6月7日 - 欧州議会議員選挙開票。与党労働党、英地方選に続く惨敗。保守党、イギリス独立党に次ぐ第3位の政党に転落した [41][42]。
- 6月8日 - ケネディ（英語版）環境・農業担当閣外相辞任。彼女は、また、ブラウン首相も辞任すべきという考えを明らかにした [43][44][45]。
- 6月14日 - グラスゴー近郊の病院で、新型インフルエンザの治療を受けていた患者1人が死亡。死亡した患者は、38歳の女性。新型インフルエンザによる死者は、アメリカ大陸以外では初めて [46][47]。
- 6月18日 - 英下院、全下院議員646人の議員経費を公表。しかし、公表は住宅特別手当、スタッフ経費、通信費の3項目にとどまり、多くの項目が非公開とされたため、議員経費をめぐる不正の実態は不透明なままとなった [48][24]。

### 10月
- 10月1日 - 最高裁判所発足。これまでは、最高裁判所の役割は上院が兼務してきたが、司法の現代化の一環として立法府から独立。14世紀以来600年以上にわたっていた上院兼務の歴史は幕を下ろした [49]。